# Radovanite
La radovanite è un minerale.